# Brain on Fire (película)
Brain on Fire (cerebro en llamas, o mente en llamas) es una película estadounidense-canadiense-irlandesa biográfica, dirigida y escrita por Gerard Barrett, basada en el libro de memorias homónimo de Susannah Cahalan. Está protagonizada por Chloë Grace Moretz, Jenny Slate,  Thomas Mann, Carrie-Anne Moss y Richard Armitage. El rodaje comenzó el 13 de julio de 2015, en Vancouver, Columbia Británica. Se estrenó el 22 de febrero de 2017.

## Sinopsis
Una periodista del periódico New York Post llamada Susannah Cahalan (Chloë Grace Moretz) comienza a tener problemas de salud graves, como convulsiones y escuchar voces. A medida que las semanas pasan, su condición empeora y rápidamente se mueve de la violencia a la catatonia. Después de numerosos diagnósticos erróneos y una hospitalización, un médico finalmente le da el diagnóstico y la esperanza de reconstruir su vida.

## Reparto
- Chloë Grace Moretz es Susannah Cahalan.
- Jenny Slate es Margo.
- Carrie-Anne Moss es Rhona Nack.
- Thomas Mann es Stephen.
- Richard Armitage es Tom Cahalan.

## Producción
El 1 de mayo de 2014,  Deadline  informó de que Charlize Theron había adquirido los derechos cinematográficos de las memorias de Susannah Cahalan, Brain on Fire. En un comienzo, Dakota Fanning iba a interpretar a Cahalan, una joven que se despierta un día en un hospital sin recordar nada de la eventos del mes anterior. Theron produciría junto con Beth Kono y AJ Dix a través de su compañía Denver and Delilah Producciones. El 22 de enero de 2015,  Gerard Barrett fue escogido para escribir y dirigir la adaptación, mientras que Rob Merilees de Foundation Features la produciría y financiaría. La compañía de Londres, Mister Smith Entertainment, vendió la película a los distribuidores internacionales en el Festival de Cine de Berlín de 2015. Will Poulter se unió al elenco el 4 de febrero de 2015, para interpretar al novio de Cahalan. El 26 de mayo de 2015,  Thomas Mann y Jenny Slate se incorporaron a la producción, reemplazando Mann a Poulter como el novio de la protagonista. El 26 de junio de 2015, se anunció que Fanning abandonó el proyecto debido a problemas de programación, y Chloë Grace Moretz la reemplazó en el papel principal. El 7 de julio de 2015, se anunció que la empresa Broad Green Pictures ayudaría a producir y distribuir la película en Estados Unidos; Lindsay Macadam también produciría junto con su socio productor Merilees. El 16 de julio de 2015, Carrie-Anne Moss y Richard Armitage fueron anunciados como los actores que interpretarían a los padres de Cahalan, Rhona Nack y Tom Cahalan, respectivamente.

### Rodaje
El rodaje de la película comenzó el 13 de julio de 2015, en Vancouver, British Columbia.